# Albertine An
Albertine An (ur. 1963) – lekkoatletka z Polinezji Francuskiej (Tahiti).
Czternastokrotna medalistka igrzysk Południowego Pacyfiku. W 1983 zdobyła złoto w skoku wzwyż z wynikiem 1,65 m, srebro na 100 m z czasem 12,45 s i 200 m z czasem 25,46 s oraz brąz na 100 m ppł z czasem 15,20 s. W 1987 wywalczyła złoto w skoku wzwyż z wynikiem 1,65 m i na 100 m ppł z czasem 14,37 s, srebro na 100 m z czasem 12,63 s i 200 m z czasem 25,41 s, skoku w dal z wynikiem 5,77 m i siedmioboju z 4817 pkt. W 1991 wywalczyła złoto na 100 m ppł z czasem 14,70 s, skoku wzwyż z wynikiem 1,75 m i skoku w dal z wynikiem 5,92 m oraz brąz w biegu na 100 m z czasem 12,60 s. W 1983 i 1987 reprezentowała Polinezję Francuską, a w 1991 – Tahiti.
Wielokrotna medalistka miniigrzysk Południowego Pacyfiku jako reprezentantka Polinezji Francuskiej. W 1981 zdobyła srebro na 100 m z czasem 12,48 s i 200 m z czasem 25,79 s oraz brąz w skoku wzwyż z wynikiem 1,50 m. W 1985 wywalczyła złoto w skoku wzwyż z wynikiem 1,68 m i brąz w skoku w dal z wynikiem 5,25 m. W 1989 zdobyła srebro w skoku wzwyż z wynikiem 1,65 m.
Rekordy życiowe:
- 100 m – 11,95 s ( Le Touquet, 24 lipca 1988), rekord Polinezji Francuskiej[3]
- 200 m – 24,60 s ( Colombes, 8 lipca 1987), rekord Polinezji Francuskiej[3]
- 100 m ppł – 13,69 s  Fontainebleau, 31 lipca 1988)
- skok w dal – 5,92 m ( Port Moresby, 17 września 1991, Igrzyska Południowego Pacyfiku 1991)
- siedmiobój – 4817 pkt ( Numea, 18 grudnia 1987, Igrzyska Południowego Pacyfiku 1987)